# Ivan Krstitelj Ježić
Ivan Krstitelj Ježić (Novi Vinodolski, 7. studenoga 1746. – Novi Vinodolski, 6. svibnja 1833.) bio je hrvatski biskup.

## Životopis
Sin je Ivana i Vincencije rođ. Kabalin. Gimnaziju je završio kod isusovaca u Rijeci. Ujak mu je bio Ivan Krstitelj Kabalin, kasniji senjsko-modruški biskup. On mu je omogućio studij na sveučilištu u Grazu, gdje je 1771. promoviran za doktora filozofije i teologije.
Za svećenika je zaređen u Beču 1769. godine. Zatim je bio kapelan u Ličkom Novom. Nakon toga u Novom Vinodolskom je 1773. postao župnikom i kanonikom, a od 1782. je modruški arhiđakon. Od 18. siječnja 1788. pomoćni je biskup s pravom nasljedstva. Nakon smrti biskupa Piccardija, 13. rujna 1789., postao je rezidencijalnim biskupom. Otvoreno se zauzimao za pravo glagoljanja u liturgiji.
Umro je 6. svibnja 1833. godine. Pokopan je u novljanskoj katedrali.

### Članci
- Bogović, Mile. 2007. Biskupovanje Ivana Krstitelja Ježića (1789.-1833.). Riječki teološki časopis. Riječki teološki časopis. Rijeka. 30 (2): 383–392